# Katty Loisel
Pour les articles homonymes, voir Loisel.
Katty Loisel est une actrice française née le 1er octobre 1986.

## Filmographie
- 1999 : La Traversée du phare de Thierry Redler : Yann/Marie
- 2001 : Les Inséparables de Thierry Redler : Marie
- 2001 : De l'histoire ancienne d'Orso Miret
- 2001 : Docteur Claire Bellac : Sophie
- 2001 : Te revoir, clip d'Eiffel
- 2002 : Fred et son orchestre de Fabien Suarez
- 2007 : Sauveur Giordano (épisode Aspirant officier) : Marie Bosc
- 2007 : Joséphine, ange gardien (épisode L'ange des casernes) : Camille Garnier